# Velika nagrada San Marina
Velika nagrada San Marina bila je utrka Formule 1 koja se je u kontinuitetu održavala od 1981. pa do 2006. godine kada je zbog sve strožih FIA-inih sigurnosnih standarda izbačena iz kalendara. Nakon toga rađene su preinake na stazi, ali staza nikada kasnije nije pronašla svoje mjesto u F1 kalendaru, sve do svjetske pandemije COVID-19 2020. god. kada su mnoge utrke diljem svijeta bile otkazivane. Tada je staza u Imoli konačano našla svoje mjesto u kalendaru. Staza se je vratila, ali je naziv utrke promijenjen u Velika nagrada Emilia Romagne nazvan po regiji gdje se nalazi staza.

## Pobjednici

### Višestruki pobjednici (vozači)
| Pobjede | Vozač              | Pobjednička godina                              |
| ------- | ------------------ | ----------------------------------------------- |
| 7       | Michael Schumacher | 1994., 1999., 2000., 2002., 2003., 2004., 2006. |
| 3       | Alain Prost        | 1984., 1986., 1993.                             |
| 3       | Ayrton Senna       | 1988., 1989., 1991.                             |
| 2       | Nigel Mansell      | 1987., 1992.                                    |
| 2       | Damon Hill         | 1995., 1996.                                    |

### Višestruki pobjednici (konstruktori)
| Pobjede | Konstruktor | Pobjednička godina                                     |
| ------- | ----------- | ------------------------------------------------------ |
| 8       | Ferrari     | 1982., 1983., 1999., 2000., 2002., 2003., 2004., 2006. |
| 8       | Williams    | 1987., 1990., 1992., 1993., 1995., 1996., 1997., 2001. |
| 6       | McLaren     | 1984., 1986., 1988., 1989., 1991., 1998.               |

### Pobjednici po godinama
| Godina | Vozač                 | Bolid            | Lokacija |
| ------ | --------------------- | ---------------- | -------- |
| 1981.  | Nelson Piquet         | Brabham-Ford     | Imola    |
| 1982.  | Didier Pironi         | Ferrari          | Imola    |
| 1983.  | Patrick Tambay        | Ferrari          | Imola    |
| 1984.  | Alain Prost           | McLaren-TAG      | Imola    |
| 1985.  | Elio de Angelis       | Lotus-Renault    | Imola    |
| 1986.  | Alain Prost           | McLaren-TAG      | Imola    |
| 1987.  | Nigel Mansell         | Williams-Honda   | Imola    |
| 1988.  | Ayrton Senna          | McLaren-Honda    | Imola    |
| 1989.  | Ayrton Senna          | McLaren-Honda    | Imola    |
| 1990.  | Riccardo Patrese      | Williams-Renault | Imola    |
| 1991.  | Ayrton Senna          | McLaren-Honda    | Imola    |
| 1992.  | Nigel Mansell         | Williams-Renault | Imola    |
| 1993.  | Alain Prost           | Williams-Renault | Imola    |
| 1994.  | Michael Schumacher    | Benetton-Ford    | Imola    |
| 1995.  | Damon Hill            | Williams-Renault | Imola    |
| 1996.  | Damon Hill            | Williams-Renault | Imola    |
| 1997.  | Heinz-Harald Frentzen | Williams-Renault | Imola    |
| 1998.  | David Coulthard       | McLaren-Mercedes | Imola    |
| 1999.  | Michael Schumacher    | Ferrari          | Imola    |
| 2000.  | Michael Schumacher    | Ferrari          | Imola    |
| 2001.  | Ralf Schumacher       | Williams-BMW     | Imola    |
| 2002.  | Michael Schumacher    | Ferrari          | Imola    |
| 2003.  | Michael Schumacher    | Ferrari          | Imola    |
| 2004.  | Michael Schumacher    | Ferrari          | Imola    |
| 2005.  | Fernando Alonso       | Renault          | Imola    |
| 2006.  | Michael Schumacher    | Ferrari          | Imola    |